# Oreobates ibischi
Oreobates ibischi is een kikker uit de familie Strabomantidae. De soort komt voor in Bolivia.